# Suhat, Cantemir
Suhat este un sat din comuna Baimaclia din Raionul Cantemir, Republica Moldova.

## Istoria localitații
Satul Suhat a fost înființat în anul 1955.

## Geografie
Suhat este un sat din cadrul comunei Baimaclia, raionul Cantemir. Satul are o suprafață de circa 0,34 kilometri pătrați, cu un perimetru de 2,87 km. Localitatea se află la distanța de 45 km de orașul Cantemir și la 156 km de Chișinău.

## Demografie

### Structura etnică
Structura etnică a localității conform recensământului populației din 2004:
| Grup etnic                    | Populație | % Procentaj |
| ----------------------------- | --------- | ----------- |
| Băștinași declarați Moldoveni | 323       | 100%        |
| Total                         | 323       | 100%        |